# 荘競程
荘 競程（そう きょうてい、ジュアン ジンチェン、1980年〈民国69年〉12月22日 - ）は、中華民国（台湾）の大学教員、政治家。民主進歩党所属の元立法委員。

## 経歴
2019年9月4日、翌年の第10回立法委員選挙で民進党から台中市第五選挙区の候補者に指名され、選挙の結果、立法委員を7期務めた中国国民党のベテラン議員である沈智慧を破り、当選した。
2024年の第11回立法委員選挙では、国民党候補に敗れ落選した。
2024年5月20日、行政院中部連合サービスセンター執行長に就任した。

## 選挙記録
| 年度 | 選挙               | 選挙区           | 所属政党   | 得票数  | 得票率 | 当選 | 注釈  |
| ---- | ------------------ | ---------------- | ---------- | ------- | ------ | ---- | ----- |
| 2020 | 第10回立法委員選挙 | 台中市第五選挙区 | 民主進歩党 | 114,738 | 44.63% |      | [ 2 ] |
| 2024 | 第11回立法委員選挙 | 台中市第五選挙区 | 民主進歩党 | 107,357 | 41.08% |      |       |